# Batoș
Batoș (węg. Bátos) – wieś w Rumunii, w okręgu Marusza, w gminie Batoș. W 2011 roku liczyła 1304 mieszkańców.